# Estación de Villarrubia de Santiago
Villarrubia de Santiago es un apeadero ferroviario situado en el municipio español homónimo en la provincia de Toledo, comunidad autónoma de Castilla-La Mancha. En la actualidad carece de servicio de viajeros.

## Situación ferroviaria
Las instalaciones se encuentran situadas en el punto kilométrico 26,7 de la línea férrea de ancho ibérico que une Aranjuez con Valencia, entre los apeaderos de Noblejas y Santa Cruz de la Zarza. El tramo es de vía única y está sin electrificar. Se encuentra a 756,12 metros de altitud.

## Historia
La estación fue inaugurada oficialmente el 5 de septiembre de 1885 cuando MZA se hizo con la concesión de la línea entre Aranjuez y Cuenca comprando los derechos de la misma a la compañía del ferrocarril de Aranjuez a Cuenca constructora de la misma. En 1941, con la nacionalización de la totalidad de la red ferroviaria española la estación pasó a ser gestionada por RENFE. Desde el 31 de diciembre de 2004 Renfe Operadora explota la línea mientras que Adif es la titular de las instalaciones ferroviarias.
Desde el 20 de julio de 2022, la estación no cuenta con servicio de viajeros tras la supresión del servicio que conectaba Aranjuez con Utiel.

## La estación

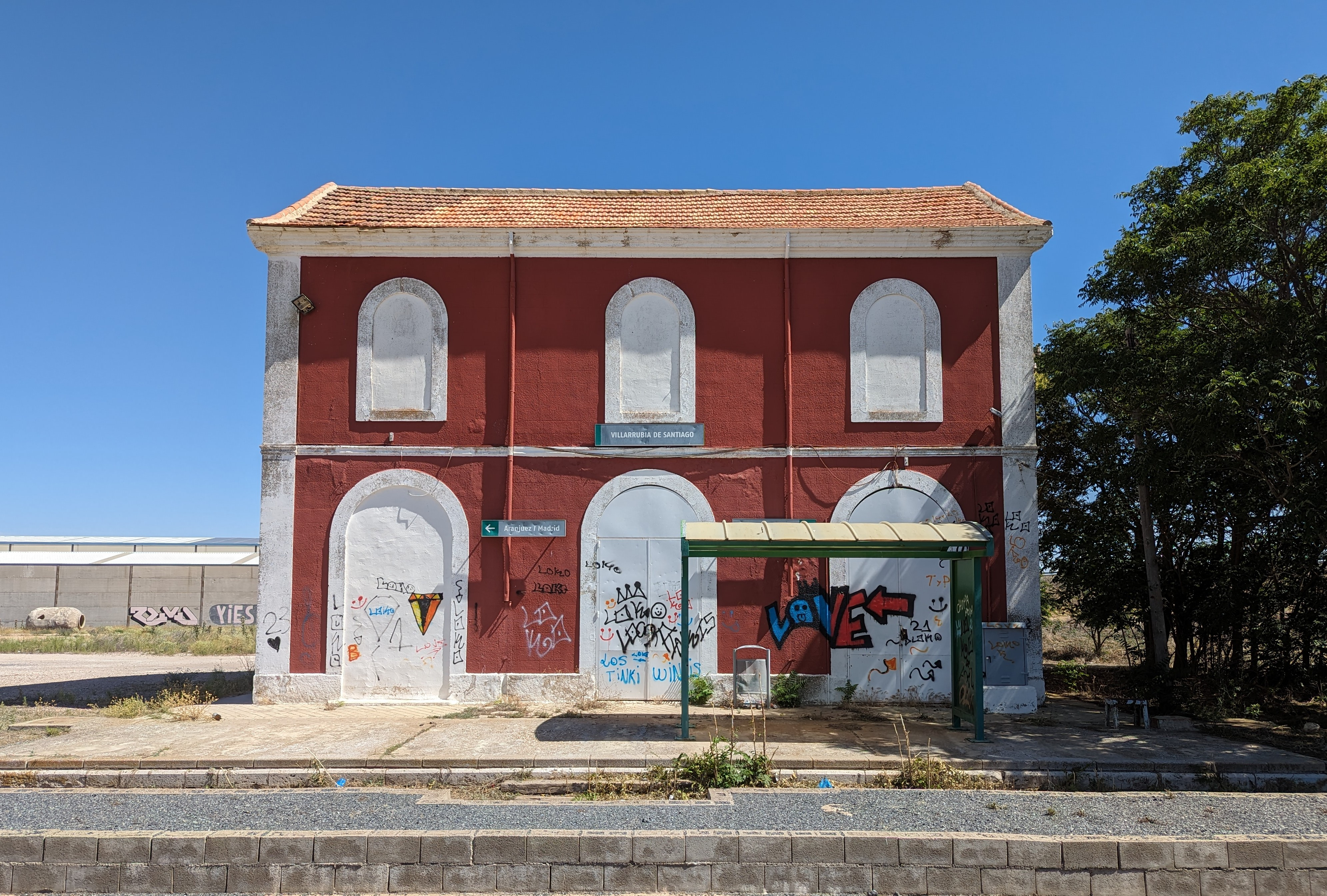
Edificio de viajeros

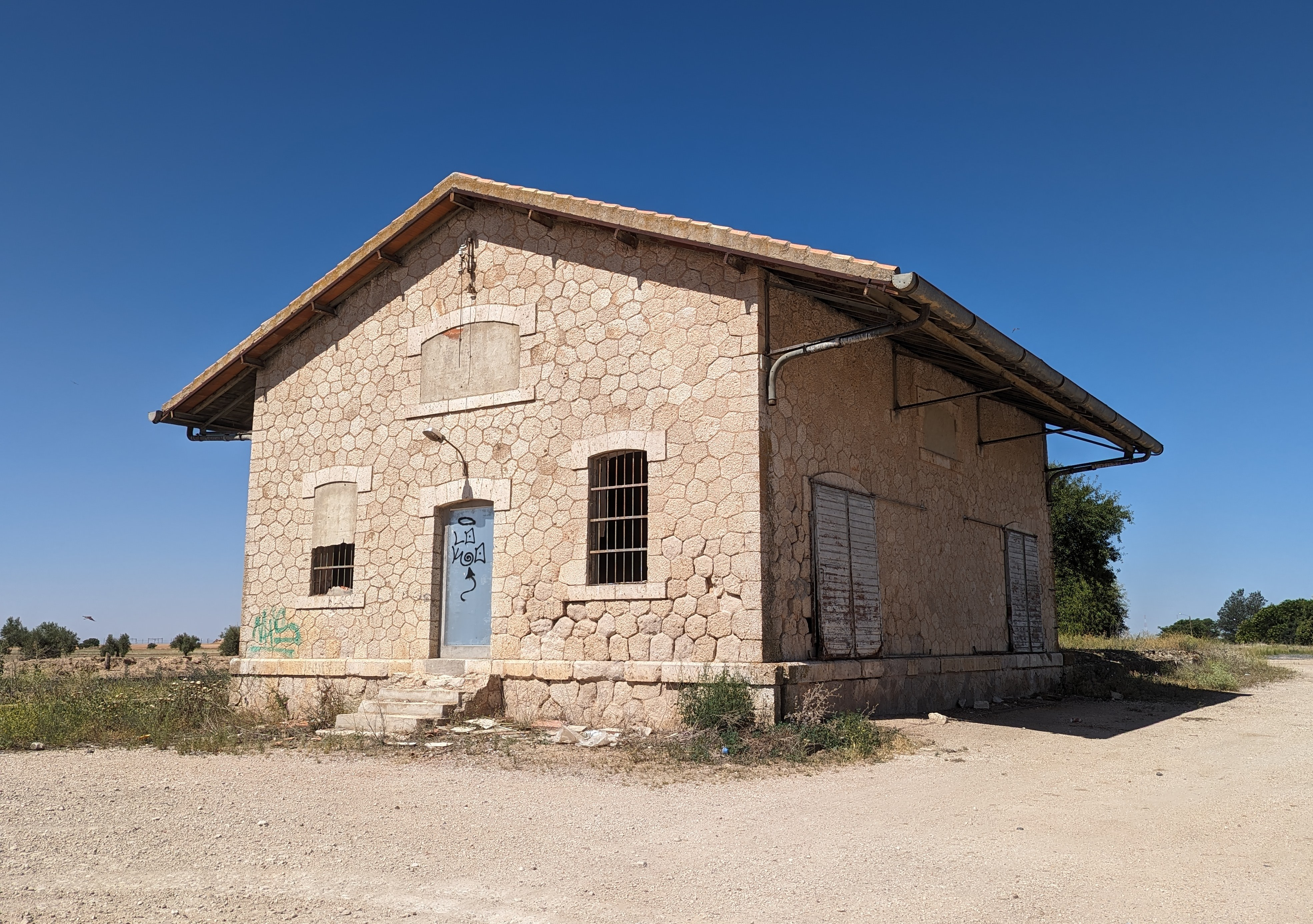
Muelle de carga

El edificio de viajeros tiene dos alturas y tres vanos por planta y costado que han sido tapiados. Posee también un pequeño refugio sin asiento donde aguardar la espera del tren. Antiguamente poseía una via de apartado junto en el lado del edificio de viajeros, pero al quedar esta vía inconexa, los trenes paran en la principal, sin acceso a andenes y accediendo desde el nivel del suelo, hecho corregido en 2016, aunque sin adaptar a PMR. Completan las instalaciones un almacén sin uso en el lado este.
El conjunto se halla a 2 km de la población siguiendo la carretera CM-3001, junto al polígono industrial.